# Episodi di Teen Wolf (seconda stagione)
La seconda stagione della serie televisiva Teen Wolf, composta da dodici episodi, è stata trasmessa sul canale statunitense MTV dal 3 giugno al 13 agosto 2012.
In Italia, la stagione è stata trasmessa sul canale satellitare Fox dal 13 dicembre 2012 al 17 gennaio 2013. È stata trasmessa in chiaro dal 6 giugno all'11 luglio 2013 su MTV.
Al termine di questa stagione esce dal cast principale Colton Haynes.
Gli antagonisti principali della stagione sono Gerard Argent, Matt Daehler e il Kanima.
| nº | Titolo originale | Titolo italiano    | Prima TV USA   | Prima TV Italia  |
| -- | ---------------- | ------------------ | -------------- | ---------------- |
| 1  | Omega            | Omega              | 3 giugno 2012  | 13 dicembre 2012 |
| 2  | Shape Shifted    | Mutaforma          | 4 giugno 2012  | 13 dicembre 2012 |
| 3  | Ice Pick         | Il nuovo branco    | 11 giugno 2012 | 20 dicembre 2012 |
| 4  | Abomination      | Abominio           | 18 giugno 2012 | 20 dicembre 2012 |
| 5  | Venomous         | Caccia al mostro   | 25 giugno 2012 | 27 dicembre 2012 |
| 6  | Frenemy          | Fuori controllo    | 2 luglio 2012  | 27 dicembre 2012 |
| 7  | Restraint        | Piani oscuri       | 9 luglio 2012  | 3 gennaio 2013   |
| 8  | Raving           | Vendette           | 16 luglio 2012 | 3 gennaio 2013   |
| 9  | Party Guessed    | La festa           | 23 luglio 2012 | 10 gennaio 2013  |
| 10 | Fury             | Il burattinaio     | 30 luglio 2012 | 10 gennaio 2013  |
| 11 | Battlefield      | Campo di battaglia | 6 agosto 2012  | 17 gennaio 2013  |
| 12 | Master Plan      | La resa dei conti  | 13 agosto 2012 | 17 gennaio 2013  |

## Omega
- Titolo originale: Omega
- Diretto da: Russell Mulcahy
- Scritto da: Jeff Davis

### Trama
La relazione tra Allison e Scott è ostacolata dal padre di lei che obbliga i due ragazzi a incontrarsi di nascosto. Nel frattempo Lydia è in ospedale in seguito alle ferite e al morso di Peter Hale. Mentre sta facendo la doccia ha un'allucinazione che la porta a fuggire nuda dall'ospedale scomparendo nel nulla. Allison, Scott e Stiles incominciano la sua ricerca sfruttando lo sviluppato olfatto del licantropo. Isaac Lahey, un ragazzo del posto, mentre sta lavorando in cimitero viene attaccato da un licantropo che ruba il fegato di un cadavere. Il ragazzo viene però salvato da Derek. Jackson, che desidera diventare un licantropo, si fa mordere da Derek, ma il suo corpo combatte il morso impedendogli di trasformarsi e causandogli la perdita di molto sangue. Viene celebrato il funerale della zia di Allison, dove oltre a molti curiosi è presente anche un compagno della ragazza (di nome Matt) che le scatta molte foto. Si presenta anche Gerard, il nonno della giovane e padre di Chris Argent. Lydia viene ritrovata dalla polizia, dopo aver vagato nuda nel bosco per due giorni, mentre Scott scopre che la traccia che ha seguito per tutto quel tempo non è di Lydia, ma di un licantropo Omega, ossia rimasto da solo. Lo insegue nel bosco, ma l'omega cade in una trappola degli Argent. Scott vuole aiutarlo, ma viene fermato da Derek e i due assistono alla sua uccisione per mano di Gerard. L'uomo impone agli altri cacciatori di non seguire più il codice e dichiara guerra a tutti i licantropi.
- Guest star: JR Bourne (Chris Argent), Linden Ashby (Sceriffo Stilinski), Melissa Ponzio (Melissa McCall), Orny Adams (Bobby Finstock), Michael Hogan (Gerard Argent), Daniel Sharman (Isaac Lahey), Stephen Lunsford (Matt Daehler), Eaddy Mays (Victoria Argent), John Wesley Shipp (Mr. Lahey).
- Altri interpreti: Keahu Kahuanui (Danny Mahealani), Adam Fristoe (Adrian Harris), Jeff Rose (Mr. Martin), Jamila Thompson (Harley), Joe Knezevich (Barbone\Lupo Omega).
- Ascolti USA: telespettatori 2 109 000[3]

## Mutaforma
- Titolo originale: Shape Shifted
- Diretto da: Russell Mulcahy
- Scritto da: Andrew Cochran

### Trama
Il padre di Isaac viene assassinato la notte prima della luna piena da una misteriosa creatura e Isaac è sospettato dalla polizia di essere il responsabile. La famiglia Argent rimuove il preside del liceo e lo rimpiazza con Gerard, nonno di Allison. Scott, durante una partita serale di lacrosse, avverte la presenza di un altro licantropo nel team e scopre essere Isaac, che poco dopo viene arrestato per l'omicidio del padre. Quando scoprono che i cacciatori hanno intenzione di uccidere Isaac, Scott, Stiles e Derek decidono di salvarlo, perché lo ritengono innocente. Per prepararsi alla luna piena, Scott si fa rinchiudere con robuste catene nel freezer del seminterrato della casa di Isaac, che il padre di Isaac usava come stanza degli abusi su suo figlio. Dopo aver rinchiuso Scott, Allison, al piano superiore, viene aggredita da una creatura e urla terrorizzata; udendo le sue grida Scott si trasforma e a fatica riesce a uscire dal freezer, raggiungendo la ragazza in tempo per vedere la creatura fuggire. Nella prigione della stazione di polizia Isaac si trasforma a causa della luna piena, esce dalla cella e, ucciso un cacciatore che era intenzionato a ucciderlo, si dirige verso Stiles. Derek arriva in tempo per impedire a Isaac di aggredire il ragazzo. Jackson ha usato una telecamera per filmarsi mentre dorme durante la notte di luna piena, ma rimane deluso: guardando le riprese scopre che non è successo nulla.
- Guest star: JR Bourne (Chris Argent), Linden Ashby (Sceriffo Stilinski), Melissa Ponzio (Melissa McCall), Orny Adams (Bobby Finstock), Michael Hogan (Gerard Argent), Daniel Sharman (Isaac Lahey), Stephen Lunsford (Matt Daehler), Eaddy Mays (Victoria Argent), John Wesley Shipp (Mr. Lahey).
- Altri interpreti: Keahu Kahuanui (Danny Mahealani), Adam Fristoe (Adrian Harris), Christian Taylor (Preside Thomas), Noree Victoria (Agente).
- Non accreditati: Marvin Duerkholz (Cody), Bradford Haynes (Agente Bungalon), David Elson (Kanima).
- Ascolti USA: telespettatori 1 746 000[4]

## Il nuovo branco
- Titolo originale: Ice Pick
- Diretto da: Tim Andrew
- Scritto da: Luke Passmore

### Trama
Chris comincia ad addestrare Allison per farla diventare una cacciatrice Argent. A scuola Erica, una compagna di classe di Scott e di Stiles, ha un attacco epilettico mentre si sta arrampicando su una parete in palestra e finisce in ospedale. Lì Derek la morde con la promessa che da licantropo l'epilessia svanirà. Lydia ha frequenti visioni su Peter. Scott e Stiles si accorgono che Boyd, loro compagno di classe, è assente e concludono che Derek deve averlo reclutato per fare parte del suo branco. Il Dr. Deaton, il veterinario, si ritrova nel suo studio un cacciatore Argent morto portatogli da Chris, il padre di Allison, il quale vuole sapere cosa lo abbia aggredito. Scott rintraccia Boyd e si trova costretto a lottare con Derek, Erica e Isaac, per poi scoprire che Boyd ha già ricevuto il morso. Jackson è al campo di lacrosse, frustrato per non essersi trasformato la notte di luna piena; quando cerca di andarsene il suo furgone rimane impantanato nel fango: nel spostarlo rivela una forza sovrumana, che lo lascia sbalordito.
- Guest star: JR Bourne (Chris Argent), Orny Adams (Bobby Finstock), Ian Bohen (Peter Hale), Seth Gilliam (Alan Deaton), Melissa Ponzio (Melissa McCall), Eaddy Mays (Victoria Argent), Akeem Smith (Bennett), Daniel Sharman (Isaac Lahey), Stephen Lunsford (Matt Daehler), Gage Golightly (Erica Reyes), Sinqua Walls (Vernon Boyd).
- Altri interpreti: Marvin Duerkholz (Cody).
- Ascolti USA: telespettatori 1 761 000[5]

## Abominio
- Titolo originale: Abomination
- Diretto da: Tim Andrew
- Scritto da: Christian Taylor

### Trama
L'episodio si apre con Scott che si fa curare una ferita da Deaton, veterinario e suo datore di lavoro, il quale gli dice che gli Argent sanno cos'è l'essere mostruoso che sta seminando morte sulla città e che tengono tutte le loro informazioni in una specie di libro ma non può aggiungere altro perché Gerard e Chris entrano nel negozio e Scott è costretto a nascondersi. Gerard chiede a Deaton del cacciatore che è stato ucciso dalla creatura e lui lo informa che è stato paralizzato con un graffio dietro al collo e poi ucciso. Stiles è dal meccanico a far riparare l'auto quando una sostanza viscosa sulla maniglia di una porta lo paralizza, costringendolo ad assistere all'uccisione del meccanico da parte della creatura. Il letto di Lydia viene ritrovato pieno di sangue, così la ragazza viene spedita dalla psicologa: nella sala d'aspetto incontra un ragazzo che flirta con lei. Scott intanto convince Allison ad aiutarlo a trovare il libro che Stiles chiama "bestiario". Intanto Jackson chiede aiuto al suo amico Danny per controllare il video che si è fatto durante la luna piena; Danny chiede aiuto a Matt, il proprietario della telecamera, che gli fa notare che mancano due ore di filmato. Stiles va a cercare il bestiario nell'ufficio di Gerard mentre lui è alla partita di lacrosse con Allison ma viene avvicinato da Erica, che lo porta nella piscina della scuola per interrogarlo con Derek. Qui i tre vengono attaccati dalla creatura, che scaraventa via Erica e ferisce alla nuca Derek, paralizzandolo. Stiles e l'Alpha trovano rifugio in acqua (che sembra spaventare la creatura), ma il ragazzo deve tenere a galla il corpo paralizzato di Derek. Scott è invitato a cena dagli Argent e ne approfitta per cercare il bestiario, ma non trova nulla. Capisce però che il bestiario è nella chiavetta USB che Gerard porta attaccata a un mazzo di chiavi, lo stesso usato da Stiles per entrare nel suo studio. Scott se ne va da casa Argent con una scusa e a scuola recupera la chiavetta. Qui sente i versi della creatura e in piscina trova Derek e Stiles. Dopo un breve combattimento la creatura scappa dopo aver visto il suo riflesso in un frammento di specchio che Scott teneva in mano come arma. Scott e Stiles controllano poi il bestiario su un computer ma scoprono che è in latino. Derek dice a Scott che la creatura si chiama Kanima e che è determinato a ucciderla. Gerard scopre che Scott è un licantropo e lo minaccia di uccidere la madre se si dovesse rifiutare di collaborare con lui (dice che un giorno gli dovrà un favore).
- Guest star: JR Bourne (Chris Argent), Linden Ashby (Sceriffo Stilinski), Orny Adams (Bobby Finstock), Seth Gilliam (Alan Deaton), Michael Hogan (Gerard Argent), Bianca Lawson (Marin Morrell), Melissa Ponzio (Melissa McCall), Eaddy Mays (Victoria Argent), Akeem Smith (Bennett), Daniel Sharman (Isaac Lahey), Stephen Lunsford (Matt Daehler), Gage Golightly (Erica Reyes), Sinqua Walls (Vernon Boyd).
- Altri interpreti: Keahu Kahuanui (Danny Mahealani), Susan Walters (Natalie Martin), Michael Fjordbak (Peter da giovane), Brandon Stoughton (Meccanico).
- Non accreditati: Marvin Duerkholz (Cody), David Elson (Kanima).
- Ascolti USA: telespettatori 1 693 000[6]

## Caccia al mostro
- Titolo originale: Venomous
- Diretto da: Tim Andrew
- Scritto da: Nick Antosca, Ned Vizzini

### Trama
Derek è convinto che Lydia sia il mutaforma responsabile degli omicidi perché Jackson, l'altro sospettato, non è immune al veleno paralizzante della creatura che gli fanno ingerire come test. La ragazza invece ingerisce senza saperlo lo stesso veleno durante un esperimento di chimica, confermando i sospetti di Derek. L'Alpha vuole ucciderla, ma Stiles, Allison e Scott sono convinti che non sia lei il mutaforma, quindi per proteggerla Stiles, Allison, Jackson e Lydia si chiudono in casa di Scott per proteggersi dal branco dell'Alfa ormai pronto a uccidere. Lydia e Jackson salgono in camera di Scott e litigano perché Jackson è convinto che sia stata lei a rimontare il suo filmato tagliando le due ore che mancano dalla registrazione, ma poco dopo finiscono per baciarsi. Quando sentono dei rumori provenire da fuori Lydia scappa spaventata, lasciando Jackson solo. Dopo aver messo fuori combattimento Isaac ed Erica, che si erano introdotti in casa, Stiles, Scott e Allison escono di casa per fronteggiare Derek, ma qui vedono con i propri occhi il mutaforma, che scappa dal tetto. In quel momento dalla casa esce Lydia, che chiede che cosa stia succedendo. L'unica persona che manca all'appello è Jackson. Sotto forma di creatura il ragazzo raggiunge poi un'auto lungo la strada, dove scambia uno sguardo con qualcuno all'interno, poi corre nel bosco.
- Guest star: Linden Ashby (Sceriffo Stilinski), Orny Adams (Bobby Finstock), Bianca Lawson (Marin Morrell), Daniel Sharman (Isaac Lahey), Stephen Lunsford (Matt Daehler), Adam Fristoe (Adrian R. Harris), Gage Golightly (Erica Reyes), Sinqua Walls (Vernon Boyd).
- Altri interpreti: Keahu Kahuanui (Danny Mahealani), Michael Fjordbak (Peter da giovane).
- Ascolti USA: telespettatori 1 652 000[7]

## Fuori controllo
- Titolo originale: Frenemy
- Diretto da: Russell Mulcahy
- Scritto da: Jeff Davis

### Trama
Scott e Derek inseguono e combattono contro il rettile. Anche Chris e Gerard sopraggiungono sul posto e Scott riesce a mettere in fuga il mutaforma dopo che si era avvicinato al nonno di Allison. Gerard e Chris escogitano un piano per far eliminare il Kanima da qualcun altro, ovvero il branco di Derek. Danny lascia il video di Jackson nella sua macchina e poi entra in un locale gay. Scott e Stiles avvistano il rettile sul tetto della discoteca e così decidono di entrare. Il Kanima si cala dal soffitto e paralizza col suo graffio molti ragazzi, tra cui anche Danny, prima di fuggire. Jackson riacquista le sembianze umane e Stiles e Scott lo caricano sulla jeep, portandolo in un secondo momento nei boschi, ammanettato dentro il furgone dello sceriffo. Il padre di Jackson, non vedendo rientrare il figlio chiede aiuto al padre di Stiles, non credendo per un istante che il messaggio ricevuto da Jackson non sia autentico per via di un "ti voglio bene" che sa il figlio non userebbe mai (il messaggio infatti era stato mandato da Stiles per non far allertare la polizia della scomparsa di Jackson). Intanto la famiglia Argent si intromette sempre più nella vita di Allison: suo nonno Gerard la sottopone a un "interrogatorio" e fa installare delle telecamere nella scuola e sua madre Victoria diventa la nuova supplente. Stiles spiega a Jackson che quest'ultimo è "il rettile" e Scott cerca il video nella macchina di Danny, ma non c'è più, portato via da qualcuno che evidentemente sta proteggendo Jackson. Mentre Allison e Scott fanno l'amore in macchina, nel furgone lì vicino Jackson si trasforma nel Kanima e fugge. Scott e Stiles ritrovano Jackson con suo padre dallo sceriffo. Intanto Lydia viene avvicinata dal ragazzo che aveva incontrato nella sala d'aspetto della psicologa, che è innamorato di lei. Più tardi Lydia spiega ad Allison, che le fa tradurre dal latino alcune pagine del bestiario, che il Kanima cerca un padrone che lo controlli.
- Guest star: JR Bourne (Chris Argent), Linden Ashby (Sceriffo Stilinski), Michael Hogan (Gerard Argent), Eaddy Mays (Victoria Argent), Melissa Ponzio (Melissa McCall).
- Altri interpreti: Keahu Kahuanui (Danny Mahealani), Robert Pralgo (David Whittemore), Michael Fjordbak (Peter da giovane), Javier Carrasquillo (Nick), Damon Jackson (Ex di Danny).
- Non accreditati: Kerri J. Baldwin (Agente Gordan), David Elson (Kanima).
- Ascolti USA: telespettatori 1 647 000[8]

## Piani oscuri
- Titolo originale: Restraint
- Diretto da: Russell Mulcahy
- Scritto da: Nick Antosca, Ned Vizzini

### Trama
Il mutaforma attacca una coppia nei boschi uccidendo Sean, il giovane marito, ma Jessica rimane in vita dopo che il Kanima si accorge che è incinta. Stiles chiede a Erica che fine abbiano fatto i genitori biologici di Jackson. Erica gli rivela che sono morti in un incidente e che suo padre è stato l'agente dell'assicurazione che ne ha effettuato la perizia. Inoltre, confessa a Stiles di aver avuto una cotta per lui, mai ricambiata. Allison cerca di avere le stesse risposte da Jackson, ma lui reagisce in maniera violenta e minacciosa, così Scott, avvertendo il pericolo, si precipita nello spogliatoio e ha uno scontro con Jackson. Vengono fermati da Stiles ed Erica. Sopraggiungono anche Allison e Matt, e tutti vengono messi in punizione dal prof. Harris in biblioteca. Erica informa Scott che i genitori di Jackson sono stati uccisi in un incidente d'auto il 14 giugno. Stiles però sa che Jackson è nato il 15, fatto nascere dal corpo senza vita di sua madre grazie a un parto cesareo. Scott viene poi convocato nell'ufficio del preside dove Victoria, dopo aver parlato con la madre Melissa McCall, comincia a fargli domande sulla presunta relazione che intrattiene ancora con sua figlia. In libreria, improvvisamente Jackson si trasforma, ferendo Matt ed Erica e lasciando un avvertimento dal suo Padrone sulla lavagna. Erica ha una crisi epilettica per via del veleno del mutaforma, Scott e Stiles corrono da Derek. Scott decide di entrare nel branco di Derek per catturare Jackson e il suo Padrone. Lydia incontra uno strano ragazzo che si rivela essere una versione più giovane di Peter Hale e si rende conto che, dalla sera in cui Peter è stato sconfitto, questi ha sempre comunicato con lei attraverso le allucinazioni. Jessica partorisce all'ospedale in cui lavora Melissa ma viene uccisa poco dopo da un uomo incappucciato.
- Guest star: Linden Ashby (Sceriffo Stilinski), Ian Bohen (Peter Hale), Michael Hogan (Gerard Argent), Melissa Ponzio (Melissa McCall), Daniel Sharman (Isaac Lahey), Stephen Lunsford (Matt Daehler), Eaddy Mays (Victoria Argent), Gage Golightly (Erica Reyes).
- Altri interpreti: Robert Pralgo (David Whittemore), Meghan Moonan (Jessica Bartlett), Morgan Ayres (Sean Long), Michael Fjordbak (Peter da giovane).
- Non accreditati: David Elson (Kanima).
- Ascolti USA: telespettatori 1 719 000[9]

## Vendette
- Titolo originale: Raving
- Diretto da: Russell Mulcahy
- Scritto da: Jeff Davis

### Trama
Stiles e suo padre, lo sceriffo Stilinski, si rendono conto che c'è un disegno negli omicidi, tutte le vittime sono state nella classe del 2006 con il professor Harris. Allison svela a suo padre Chris che Jackson è il mutaforma. Così, i cacciatori si preparano a ucciderlo. Lo sceriffo Stilinski viene sospeso a causa dei recenti avvenimenti e per il comportamento inconsueto di Stiles. Scott, Isaac ed Erica cercano di fermare Jackson che si è infiltrato in un rave per trovare la sua prossima vittima. Stiles allora sparge della particolare cenere che fa da barriera agli elementi sovrannaturali e dovrebbe impedire la trasformazione di Jackson incastrando sia lui sia il suo burattinaio. Derek e Boyd si confrontano con i cacciatori per evitare che interferiscano con il loro piano. Scott viene attaccato da Victoria, la quale ha scoperto che il ragazzo frequenta ancora la figlia e cerca di ucciderlo, ma viene soccorso da Derek che morde la donna.Isaac ed Erica drogano Jackson e poi si uniscono a Stiles per interrogare il misterioso Padrone che parla attraverso Jackson. Quest'ultimo asserisce che tutte le persone uccise fino a quel momento erano assassini. Nonostante la barriera, Jackson si trasforma e porta a compimento la vendetta. Sulla scena del crimine arriva anche l'ormai ex sceriffo Stilinski e scopre che il nome della ragazza morta non è presente nella lista di giovani studenti della classe del 2006.
- Guest star: JR Bourne (Chris Argent), Linden Ashby (Sceriffo Stilinski), Orny Adams (Bobby Finstock), Michael Hogan (Gerard Argent), Seth Gilliam (Alan Deaton), Bianca Lawson (Marin Morrell), Daniel Sharman (Isaac Lahey), Stephen Lunsford (Matt Daehler), Eaddy Mays (Victoria Argent), Gage Golightly (Erica Reyes), Sinqua Walls (Vernon Boyd).
- Altri interpreti: Adam Fristoe (Adrian Harris), Keahu Kahuanui (Danny Mahealani), Robert Pralgo (David Whittemore), Andrea Laing (Kara Simmons).
- Non accreditati: David Elson (Kanima).
- Ascolti USA: telespettatori 1 327 000[10]

## La festa
- Titolo originale: Party Guessed
- Diretto da: Tim Andrew
- Scritto da: Jeff Davis

### Trama
Lydia viene costretta da Peter a eseguire tutti i suoi ordini, tra cui organizzare la sua festa di compleanno, sotto la minaccia di fare una strage. Allison scopre che Matt le ha scattato molte foto. Stiles e suo padre capiscono che il reale legame tra tutte le vittime del rettile è che facevano parte della squadra di nuoto (il padre di Isaac era l'allenatore). Derek incatena Erica, Isaac e Boyd per tenerli al sicuro in occasione della loro prima luna piena. Scott e Allison sono in crisi. Alla festa di compleanno di Lydia, tutti hanno delle allucinazioni a causa dello strozzalupo messo nella bibita. Alla festa Matt cade in piscina e non sa nuotare: Scott e Stiles capiscono che è lui che controlla il rettile. Lydia poi si reca da Derek, lo addormenta e lo porta da Peter che, toccato da Derek e colpito dai raggi lunari, si risveglia e riacquista piene forze. Victoria è stata morsa da Derek e poiché con il primo plenilunio si trasformerà in licantropo, decide di suicidarsi.
- Guest star: JR Bourne (Chris Argent), Linden Ashby (Sceriffo Stilinski), Ian Bohen (Peter Hale), Michael Hogan (Gerard Argent), Seth Gilliam (Alan Deaton), Daniel Sharman (Isaac Lahey), Stephen Lunsford (Matt Daehler), Eaddy Mays (Victoria Argent), Gage Golightly (Erica Reyes), Sinqua Walls (Vernon Boyd).
- Altri interpreti: Brian Trapp (Drag Queen), Shantal Nyree Rhodes (Danielle), Mike Crowley (Bambino).
- Non accreditati: David Elson (Kanima), Fred Cruz (Sean Body).
- Ascolti USA: telespettatori 1 647 000[11]

## Il burattinaio
- Titolo originale: Fury
- Diretto da: Tim Andrew
- Scritto da: Jeff Davis

### Trama
In una sorta di flashback si vede Matt che assiste al video della trasformazione di Jackson, si scopre che è lui l'uomo misterioso nell'auto e che è lui il mandante dell'uccisione del padre di Isaac. Stiles e Scott cercano di convincere lo sceriffo che l'assassino è Matt e pertanto si recano in centrale per visionare le registrazioni delle telecamere dell'ospedale in cui si vede la madre di Scott parlare con Matt. Scott telefona a sua mamma per farla venire in centrale a testimoniare, ma improvvisamente arriva Matt con una pistola: ammanetta il padre di Stiles e tiene i due ragazzi sotto ostaggio. Sopraggiunge Derek, ma il rettile lo paralizza, così come Stiles. Giunge in centrale la madre di Scott e Matt la chiude in prigione. Poi Matt (che mostra la sua quasi trasformazione in Kanima) vuole il bestiario così Scott manda un SMS ad Allison, che lo mostra a suo padre. Matt racconta che stava annegando in piscina e che tutti ridevano invece di trarlo in salvo e che per rancore li ha uccisi tutti avvalendosi del Kanima. Allison e i cacciatori arrivano in centrale con la speranza di trovare Derek, Jackson e chi lo controlla. Dopo aver letto la lettera d'addio di sua madre Victoria, Allison vuole vendetta: il suo obiettivo è uccidere Derek e il suo branco. Davanti agli occhi della madre di Scott avviene un combattimento tra il Kanima, Derek e Scott, che si mostra alla madre nel suo aspetto lupesco. Si scopre che le azioni di Scott facevano parte del piano di Gerard (nell'episodio "Abominio" questo dice al ragazzo che un giorno gli dovrà un favore). Matt fugge e Peter osserva, nascosto, Gerard mentre lo annega nel fiume, diventando il nuovo padrone del Kanima.
- Guest star: JR Bourne (Chris Argent), Linden Ashby (Sceriffo Stilinski), Ian Bohen (Peter Hale), Seth Gilliam (Alan Deaton), Michael Hogan (Gerard Argent), Melissa Ponzio (Melissa McCall), Stephen Lunsford (Matt Daehler), John Wesley Shipp (Mr. Lahey).
- Altri interpreti: Noree Victoria (Agente).
- Non accreditati: David Elson (Kanima), Fred Cruz (Sean Body), Eaddy Mays (Victoria Argent), Meghan Moonan (Jessica Bartlett), Morgan Ayres (Sean Long), Andrea Laing (Kara Simmons), Brandon Stoughton (Meccanico).
- Ascolti USA: telespettatori 1 602 000[12]

## Campo di battaglia
- Titolo originale: Battlefield
- Diretto da: Tim Andrew
- Scritto da: Jeff Davis

### Trama
Scott trova Gerard in casa sua mentre il Kanima tiene per la gola sua madre. Gerard vuole Derek e il suo branco per vendicarsi della morte di sua figlia Kate. Mentre Erica e Boyd decidono di abbandonare il branco di Derek, Peter vuole allearsi con quest'ultimo per aiutarlo. Lui sa come salvare Jackson: con l'amore di Lydia. Erica e Boyd fuggono nei boschi per unirsi a un nuovo branco, ma scoprono che era un inganno dei cacciatori per catturarli, in particolare di Allison e suo padre. Allison è cambiata, senza pietà ferisce ripetutamente entrambi con delle frecce. Intanto è in corso un'importante partita di lacrosse (la finale) alla quale partecipa anche Jackson. Gerard minaccia Scott di fare una strage avvalendosi del Kanima, a meno che non gli porti Derek entro la fine della partita. Sorprendentemente non avviene nessuna uccisione, ma Jackson viene trovato in mezzo al capo svenuto dopo essersi ferito da solo con i suoi artigli; il suo cuore non batte e la madre di Scott gli pratica il massaggio cardiaco. durante queste il padre di Stiles si rende conto che suo figlio è scomparso.
- Guest star: JR Bourne (Chris Argent), Orny Adams (Bobby Finstock), Linden Ashby (Sceriffo Stilinski), Ian Bohen (Peter Hale), Seth Gilliam (Alan Deaton), Michael Hogan (Gerard Argent), Bianca Lawson (Marin Morrell), Melissa Ponzio (Melissa McCall), Daniel Sharman (Isaac Lahey), Gage Golightly (Erica Reyes), Sinqua Walls (Vernon Boyd).
- Altri interpreti: Keahu Kahuanui (Danny Mahealani).
- Non accreditati: Stephen Lunsford (Matt Daehler), David Elson (Kanima), Fred Cruz (Sean Body\Omega).
- Ascolti USA: telespettatori 1 723 000[13]

## La resa dei conti
Questo episodio non è da confondere con quello omonimo della sesta stagione.
- Titolo originale: Master Plan
- Diretto da: Tim Andrew, Russell Mulcahy
- Scritto da: Jeff Davis

### Trama
Il piano di Gerard trova infine compimento. Stiles, rapito dal padrone di casa Argent, si ritrova nella cantina della villa, dove Boyd ed Erica sono stati legati e sottoposti a tortura tramite scariche elettriche. Qua il ragazzo viene pestato dal nonno di Allison, salvo poi essere rilasciato e tornare a casa da un preoccupatissimo sceriffo. Scott, nel frattempo, vorrebbe mettersi sulle tracce dell'amico assieme a Isaac, ma i due vengono avvicinati da Derek e dal redivivo Peter, che spiegano di avere un piano per metter fine alla minaccia del Kanima. La madre di Scott, in ospedale, avvisa il figlio che qualcosa di strano sta accadendo al corpo del presunto morto Jackson, sembra che stia subendo una trasformazione in una nuova terribile forma. Per scongiurare questa eventualità, su consiglio di Peter e Derek, Scott e Isaac trasportano il corpo di Jackson dall'ospedale in un capannone abbandonato, aiutati improvvisamente da Chris Argent, che capisce che il padre Gerard si è spinto troppo oltre, e spera che la figlia non ne segua le tracce. Là vengono sorpresi da Gerard, che ordina a Jackson/Kanima di ucciderli. Durante lo scontro Peter Hale rimane defilato, a osservare Chris, Derek, Isaac e Scott fronteggiare il Kanima, che li abbatte e cattura Allison, la quale inizialmente si era schierata a fianco del nonno. A quel punto Gerard rivela ciò che Scott aveva già intuito: sta morendo, per questo prendeva le pillole contro il cancro. Dato che la scienza non può fare niente per salvarlo, ha deciso di ricorrere al sovrannaturale, obbligando Derek a morderlo, in modo da renderlo immortale. Derek si oppone, ma Scott, sotto minaccia di Gerard di uccidere Allison di fronte agli occhi terrorizzati di Chris Argent, forza il licantropo a mordere Gerard, il quale si illude di diventare come loro. In realtà anche il buon Scott aveva un piano, infatti aveva sostituito le pillole con una polvere di sorbo, datagli dal Dottor Deaton, che neutralizza gli effetti del morso del licantropo. A quel punto, sputando sangue e morendo, Gerard ordina al Kanima di sterminarli tutti, ma Stiles e Lydia entrano in scena, travolgendo la bestia con la jeep del ragazzo. Lydia, tutta trafelata, scende ansimante dall'auto, ergendosi di fronte al Kanima e mostrandogli la chiave che Jackson aveva dato alla ragazza mesi addietro, quando la loro storia si era fatta più seria. Con questo semplice e tenero gesto, l'umanità di Jackson sembra risvegliarsi e il ragazzo riacquista parzialmente forma umana. In quel momento, Peter e Derek scattano all'unisono contro di lui e lo trafiggono con i loro artigli, per ucciderlo. In lacrime, Lydia osserva il ragazzo spegnersi ma quando crede che sia morto, improvvisamente Jackson si rialza, trasformato in un licantropo dagli occhi azzurri. Nel finale, Allison parla con Scott, ma i due non si rimettono insieme in quanto la ragazza è ancora turbata dal suo stesso comportamento, che aveva preoccupato non poco il padre. Erica e Boyd, liberati da Chris Argent, fuggono nei boschi per poi ritrovarsi in mezzo a un gruppo di nuovi sconosciuti licantropi. Un dialogo tra Isaac, Derek e Peter svela infatti il motivo per cui Derek aveva iniziato a costruirsi un nuovo branco: per fronteggiare una nuova minaccia rappresentata da un branco di Alpha. Nel frattempo il Dottor Deaton e la Professoressa Morrell, analizzando il sangue e i resti dello scontro della notte precedente, parlano degli eventi che verranno e il Dottore dichiara di non essere mai andato in pensione, confermando di saperne molto di più sui licantropi di quanto Scott avesse creduto all'inizio. L'episodio si chiude con Stiles e Scott che, concedendosi un momento di riposo per loro, si allenano a lacrosse in un campo. Stiles, ridendo, chiede all'amico di non barare usando i suoi sensi affinati da lupo mannaro.
- Guest star: JR Bourne (Chris Argent), Orny Adams (Bobby Finstock), Linden Ashby (Sceriffo Stilinski), Ian Bohen (Peter Hale), Seth Gilliam (Alan Deaton), Michael Hogan (Gerard Argent), Bianca Lawson (Marin Morrell), Melissa Ponzio (Melissa McCall), Daniel Sharman (Isaac Lahey), Gage Golightly (Erica Reyes), Sinqua Walls (Vernon Boyd).
- Non accreditati: David Elson (Kanima).
- Ascolti USA: telespettatori 1 709 000[14]